# Walter Janssen (Schauspieler)

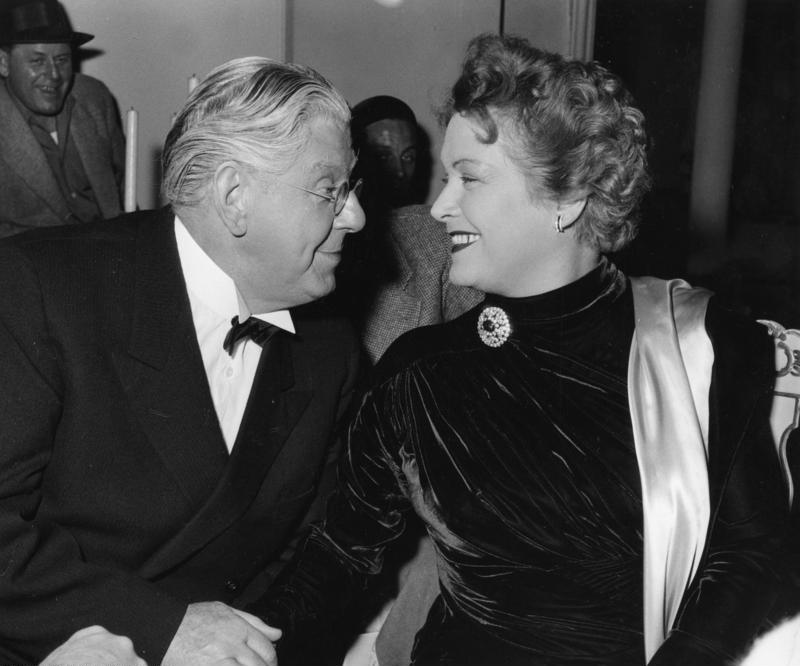
Walter Janssen und Olga Tschechowa, 1953

Walter Janssen (* 7. Februar 1887 in Krefeld; † 1. Januar 1976 in München; gebürtig Walter Philipp Janßen) war ein deutscher Schauspieler und Regisseur.

## Leben
Janssen begann seine Theaterlaufbahn 1906 in Frankfurt am Main, wirkte dann von 1908 bis 1910 in Kassel und von 1910 bis 1915 wieder in Frankfurt. 1915 wurde seine Tochter Signe von Scanzoni in Frankfurt geboren, die aus Janssens Liaison mit Amélie zu Fürstenberg hervorging. Von 1915 bis 1918 war er in München tätig und ab 1919 am Deutschen Theater in Berlin. Gastspiele führten ihn unter anderem nach London.
Im Jahr 1917 hatte er seinen ersten Filmauftritt. 1921 spielte er in dem Klassiker Der müde Tod den jungen Ehemann, stand hier allerdings im Schatten von Lil Dagover, die als seine Ehefrau verzweifelt um sein Leben ringt. In Zopf und Schwert (1926) verkörperte er Kronprinz Friedrich, in Maria Stuart (1927) Lord Darnley.
Mit dem Übergang zum Tonfilmzeitalter musste Janssen sich mehr und mehr mit Nebenrollen zufriedengeben. Einige Male führte er selbst Regie. In den sechziger Jahren wirkte er bei einigen Fernsehspielen mit. Er konzentrierte sich wieder stärker auf die Welt des Theaters, war in den 1940er Jahren Intendant an den Wiener Kammerspielen und leitete die Marburger Festspiele. Seinen letzten Theaterauftritt hatte er 1971 in Der Kirschgarten von Tschechow am Deutschen Schauspielhaus in Hamburg.
Janssen stand 1944 in der Gottbegnadeten-Liste des Reichsministeriums für Volksaufklärung und Propaganda.
1968 erhielt er das Filmband in Gold für langjähriges und hervorragendes Wirken im deutschen Film.
Walter Janssen wurde auf dem Friedhof Unterschleißheim beigesetzt (Grab bereits aufgelassen).

## Filmografie

### Darsteller
- 1917: Die entschleierte Maja
- 1919: Der Tänzer (2 Teile)
- 1920: Die Verwandlung
- 1921: Der müde Tod
- 1921: Toteninsel
- 1921: Irrende Seelen
- 1922: Herzog Ferrantes Ende
- 1922: Jenseits des Stroms
- 1922: Luise Millerin
- 1923: Peter der Große
- 1923: Karusellen
- 1923: Die Liebe einer Königin
- 1923: Bohème
- 1925: Tragödie
- 1925: Das Haus der Lüge
- 1925: Die tolle Herzogin
- 1925: Schatten der Weltstadt
- 1926: Fräulein Mama
- 1926: Frauen der Leidenschaft
- 1926: Zopf und Schwert
- 1926: Nur eine Tänzerin
- 1927: Maria Stuart
- 1927: Pique Dame
- 1928: Die kleine Sklavin
- 1929: Schwarzwaldmädel
- 1929: Die weißen Rosen von Ravensberg
- 1929: Die Nacht gehört uns
- 1929: Die Frau ohne Nerven
- 1930: Königin einer Nacht
- 1930: Die große Sehnsucht
- 1930: Zwei Herzen im Dreivierteltakt
- 1930: Das Flötenkonzert von Sans-souci
- 1930: Nur Du
- 1930: Die singende Stadt
- 1931: Kaiserliebchen
- 1931: Strohwitwer
- 1931: Yorck
- 1931: Das Konzert
- 1931: Jeder fragt nach Erika
- 1931: Die Faschingsfee
- 1933: Lachende Erben
- 1933: Um ein bißchen Glück (Diagnosa X)
- 1933: Der Choral von Leuthen
- 1933: Schwarzwaldmädel
- 1933: Wege zur guten Ehe
- 1934: Der Herr der Welt
- 1934: Maskerade
- 1935: Liebesleute
- 1935: Der alte und der junge König
- 1935: Episode
- 1936: Ein Lied klagt an
- 1936: Familienparade
- 1936: Die Entführung
- 1936: Alles für Veronika (Fräulein Veronika)
- 1936: Fridericus
- 1937: Streit um den Knaben Jo
- 1937: Serenade
- 1938: Rote Orchideen
- 1938: Geld fällt vom Himmel
- 1939: Wenn Männer verreisen
- 1939: Irrtum des Herzens
- 1939: Drei wunderschöne Tage
- 1940: Leidenschaft
- 1940: Bal paré
- 1941: Die Kellnerin Anna
- 1941: Ich klage an
- 1941: Komödianten
- 1941: Immer nur Du
- 1942: Der Fall Rainer
- 1942: Geliebte Welt
- 1942: Wen die Götter lieben
- 1942: Diesel
- 1942: Ein Zug fährt ab
- 1942: Anschlag auf Baku
- 1943: Die große Nummer
- 1943: Der Ochsenkrieg
- 1943: Schwarz auf weiß
- 1943: Die schwache Stunde
- 1943: Himmel, wir erben ein Schloß!
- 1944: Junge Herzen
- 1944: Der gebieterische Ruf
- 1944: Warum lügst Du, Elisabeth?
- 1944: Am Vorabend
- 1944: Das Hochzeitshotel
- 1944/49: Ruf an das Gewissen
- 1945: Der stumme Gast
- 1948: Morgen ist alles besser
- 1949: Krach im Hinterhaus
- 1949: Der Ruf
- 1949: Verspieltes Leben
- 1949: Wer bist du, den ich liebe?
- 1949: Der blaue Strohhut
- 1950: Die Nacht ohne Sünde
- 1950: Skandal in der Botschaft
- 1950: Vom Teufel gejagt
- 1951: Begierde
- 1951: Das Geheimnis einer Ehe
- 1951: Die Martinsklause
- 1951: Entscheidung vor Morgengrauen
- 1952: Hinter Klostermauern
- 1952: Gefangene Seele
- 1952: Der bunte Traum
- 1952: Alle kann ich nicht heiraten
- 1952: Des Teufels Erbe
- 1952: Die schöne Tölzerin
- 1952: Illusion in Moll
- 1952: Der Obersteiger
- 1953: Die große Schuld
- 1953: Straßenserenade
- 1953: Dein Herz ist meine Heimat
- 1953: Muß man sich gleich scheiden lassen?
- 1953: Alles für Papa
- 1953: Tödliche Liebe
- 1953: Der Kaplan von San Lorenzo
- 1954: Die Sonne von St. Moritz
- 1954: Schloß Hubertus
- 1954: Gitarren der Liebe
- 1954: Keine Angst vor Schwiegermüttern
- 1954: Die Mücke
- 1954: Heimweh nach Deutschland
- 1954: Drei vom Varieté
- 1955: Der Cornet – Die Weise von Liebe und Tod
- 1955: Ciske – ein Kind braucht Liebe
- 1955: Das Schweigen im Walde
- 1956: Hengst Maestoso Austria
- 1956: Johannisnacht
- 1956: Die Geierwally
- 1957: Die Prinzessin von St. Wolfgang
- 1957: Nachts, wenn der Teufel kam
- 1957: Der Pfarrer von St. Michael
- 1957: Der König der Bernina
- 1957: Jungfrauenkrieg
- 1957: Italienreise – Liebe inbegriffen
- 1958: Ihr 106. Geburtstag
- 1958: Hoppla, jetzt kommt Eddie
- 1958: Immer die Radfahrer
- 1959: Alt Heidelberg
- 1959: Alle Tage ist kein Sonntag
- 1959: Hubertusjagd
- 1960: Ein Weihnachtslied in Prosa oder Eine Geistergeschichte zum Christfest
- 1961: Das Kartenspiel
- 1965: Freispruch für Old Shatterhand
- 1967: Ein Florentiner Hut
- 1970: Something for Everyone
- 1971: Hamburg Transit – Neue Medikamente

### Regie
- 1934: Schön ist es, verliebt zu sein
- 1934: Rosen aus dem Süden
- 1935: Wer wagt – gewinnt
- 1935: Alle Tage ist kein Sonntag
- 1938: Rote Orchideen (Dialogregie)
- 1951: Die Alm an der Grenze
- 1954: Rotkäppchen
- 1954: Hänsel und Gretel